# Mackenzie Carson
Pour les articles homonymes, voir Carson.
Pas d'image ? Cliquez ici

a Compétitions nationales et continentales officielles uniquement.

b Matchs officiels uniquement.
Dernière mise à jour le 29 juillet 2025.
Mackenzie Carson, née le 24 août 1998 à Langley (Canada), est une joueuse canado-anglaise de rugby à XV. Internationale pour l'équipe du Canada puis pour celle d'Angleterre, elle joue en club pour le Gloucester-Hartpury RFC en Premiership Women's Rugby.

## Biographie

### Jeunesse et formation
Mackenzie Carson naît le 24 août 1998 à Langley, en Colombie-Britannique au Canada, d'une mère anglaise et d'un père canadien. Elle grandit à Abbotsford et y commence la pratique du rugby à XV en 2008, à l'âge de neuf ans, jusqu'à intégrer l'équipe senior locale.
Encore lycéenne, elle remporte avec l'équipe de Colombie-Britannique le premier championnat national canadien des moins de 16 ans en 2013. Elle est en 2016 la capitaine de l'équipe des moins de 18 ans de rugby à sept qui remporte le championnat national puis le championnat international à Las Vegas. L'année suivante son équipe senior de Colombie-Britannique décroche la médaille de bronze au championnat national.
À l'Université de la Colombie-Britannique à Vancouver en 2017, elle joue pour les Thunderbirds de l'UCB. Alors qu'elle a plutôt joué à l'arrière pendant son adolescence, elle évolue alors surtout comme talonneuse ou troisième ligne. Dans cette université, elle est diplômée en histoire.

### Carrière en club
Mackenzie Carson commence sa carrière en club senior lorsqu'elle quitte en 2018 son Canada natal pour l'Angleterre, afin de jouer pour les Bristol Bears dans le Premier 15. Elle passe aux Saracens en 2019,. Après une sévère blessure à la cheville et les perturbations de la pandémie de Covid-19, elle revient au club début 2021, aux côtés de ses compatriotes canadiennes Alysha Corrigan, Sophie de Goede et Emma Taylor.
En 2023, elle rejoint le club de Gloucester-Hartpury RFC.

### Carrière internationale
Mackenzie Carson est repérée par la fédération canadienne de rugby à XV et intégrée dans le parcours des joueurs internationaux à l'âge de 17 ans. Elle est sélectionnée en 2016 dans l'équipe canadienne des moins de 18 ans, puis des moins de 20 ans pour des tournées en Angleterre.
À l'automne 2018, elle fait ses débuts internationaux senior pour le Canada, en tant que talonneuse remplaçante lors d'un match contre l'Angleterre. Elle est à nouveau sélectionnée à deux reprises.
Avant le Tournoi des Six Nations 2023, Carson reçoit sa première convocation en équipe d'Angleterre, après avoir changé d'allégeance nationale en accord avec les règles des syndicats internationaux de rugby à XV. Elle argue de sa binationalité et justifie d'une interruption de trois ans dans sa carrière internationale. Elle fait ses débuts pour l'Angleterre en tant que pilier lors du match contre l'Écosse. Elle est le premier joueur de rugby à XV senior, hommes et femmes confondus, à représenter l'Angleterre après avoir été sélectionnée par une autre nation.
En juillet 2025, elle est sélectionnée pour la Coupe du monde en Angleterre.

## Palmarès

### En club
- Vainqueur du Championnat d'Angleterre en 2024 et 2025.

### En équipe nationale
- Vainqueur du Tournoi des Six Nations en 2023, 2024 et 2025.
- Vainqueur du WXV en 2023 et 2024.